# Young Dan'l Boone
Young Dan'l Boone  è una serie televisiva statunitense in 4 episodi trasmessi per la prima volta nel corso di una sola stagione nel 1977.

## Personaggi
- Daniel Boone (4 episodi, 1977), interpretato da	Rick Moses.
- Rebecca Bryan (4 episodi, 1977), interpretata da	Devon Ericson.
- Hawk (4 episodi, 1977), interpretato da	Ji-Tu Cumbuka.
- Peter Dawes (4 episodi, 1977), interpretato da	John Joseph Thomas, dodicenne inglese.
- Tsiskwa (4 episodi, 1977), interpretato da	Eloy Casados, un indiano Cherokee.

## Produzione
La serie fu prodotta da 20th Century Fox Television

### Registi
Tra i registi della serie è accreditato Earl Bellamy.

## Distribuzione
La serie fu trasmessa negli Stati Uniti nel 1977 sulla rete televisiva CBS.

## Episodi
| Stagione       | Episodi | Prima TV USA |
| -------------- | ------- | ------------ |
| Prima stagione | 4       | 1977         |